# Louise Sherwood McDowell

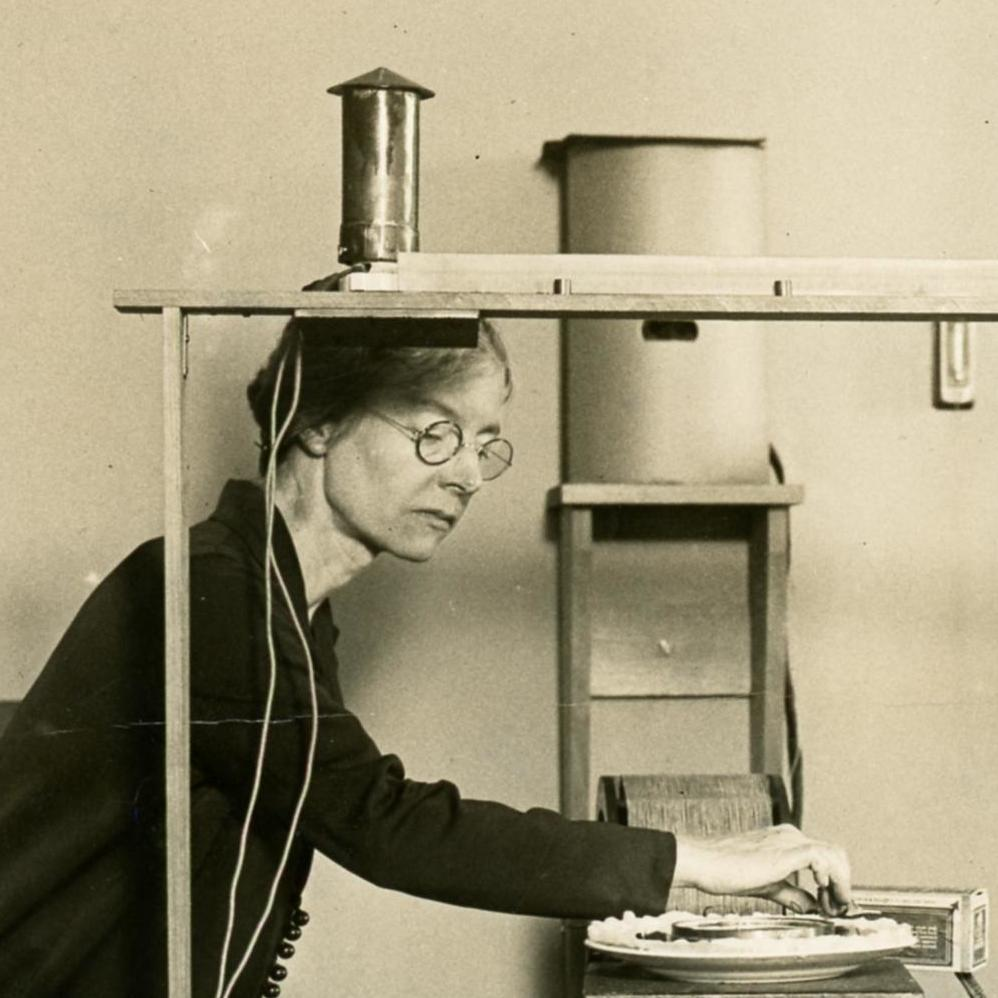
Professorin Louise Sherwood McDowell beim Anpassen eines Experiments, 1915

 Louise Sherwood McDowell (* 29. September 1876 in Wayne, New York; † 6. Juli 1966 in Wellesley, Massachusetts) war eine US-amerikanische Physikerin und Hochschullehrerin. Sie war eine der ersten Wissenschaftlerinnen, die beim United States Bureau of Standards, dem heutigen National Institute of Standards and Technology gearbeitet hat.

## Leben und Werk
McDowell wurde als Tochter von Francis Marion und Eva (Sherwood) McDowell geboren. Sie studierte am Wellesley College mit einem Bachelor-Abschluss 1898. Danach unterrichtete sie bis 1905 Englisch und Naturwissenschaften am Northfield Seminary in East Northfield, Massachusetts und bis 1906 an der Warren High School in Ohio. 1907 erwarb sie den Master-Abschluss an der Cornell University, wo sie 1909 in Physik promovierte. Ihre Dissertation befasste sich mit den elektrischen Eigenschaften von Selen und gilt als eine der frühesten Studien zu Halbleitern. 1906 wurde sie Dozentin für Physik am Wellesley College.
Nach dem Eintritt der Vereinigten Staaten in den Ersten Weltkrieg benötigte die Bundesregierung Wissenschaftler, um die Kriegsanstrengungen zu unterstützen. Angesichts der dringenden Kriegsbedürfnisse verschwanden die Vorurteile, die die Einstellung von Frauen für bestimmte Positionen verboten. McDowell ließ sich vom Wellesley College beurlauben, um bei dem National Institute of Standards and Technology (NIST) des Verteidigungsministeriums zu arbeiten und war die erste Frau, die dort als Wissenschaftlerin am Institut beschäftigt war. Während ihrer Zeit am NIST untersuchte sie Kristalldetektoren zur Verwendung in Funkgeräten des United States Army Signal Corps. Ihre Arbeit wurde als so wertvoll angesehen, dass sie auf dringende Anfrage des NIST weiterhin vom Wellesley College beurlaubt wurde. Sie blieb bis Ende 1918 bei dem NIST und schrieb mit an einem Handbuch über Grundsätze der Funkkommunikation für das Signal Corps. 1942 unterrichtete sie zusammen mit mehreren anderen Fakultätsmitgliedern am Wellesley College Kurse zum Zivilschutz, die als Managementverteidigungstraining für Funktechniker bezeichnet wurden.
Nachdem die Physikerin Sarah Frances Whiting 1916 in den Ruhestand getreten war, wurde McDowell die Vorsitzende der Physikabteilung am Wellesley College. 1944 war sie die Vizepräsidentin der American Association of Physics Teachers. 1945 entschied sie sich ihren Ruhestand um ein Jahr zu verschieben, als sie als wissenschaftliche Mitarbeiterin am streng geheimen Radio Research Laboratory der Harvard University eingestellt wurde, um Radargegenmaßnahmen zu erforschen und zu produzieren.
Sie lebte während ihrer Amtszeit am Wellesley College in Wellesley (Massachusetts).

## Mitgliedschaft
- Sigma Delta Epsilon
- Phi Beta Kappa
- Sigma Xi
- American Association for the Advancement of Science
- Optical Society of America
- American Association of Physics Teachers

## Veröffentlichungen (Auswahl)
- Some electrical properties of selenium, 1909.
- The Wellesley Fire, in: Science. Band 39, 1914.
- The Fluorescence and Absorption of Anthracene, in: Phys. Rev. (Series I) Band 26, Nr. 2, S. 155, 1908. doi:10.1103/PhysRevSeriesI.26.155